# Livre de Palestine
Pour les articles homonymes, voir Livre (monnaie).
La livre de Palestine — arabe : جُنَيْه فِلَسْطَينِيّ ; anglais : Palestine pound ; hébreu : (פלשתינה (א"י 
— est l'ancienne unité monétaire de la Palestine mandataire, administrée par le Royaume-Uni. Fondée en 1926, elle disparaît en deux temps : d'abord en 1950, au moment de la formation du Royaume de Jordanie avec le lancement du dinar jordanien, puis en 1952, l'État hébreu la remplaçant par la livre israélienne.

## Histoire monétaire
La livre ottomane est la monnaie circulante la plus courante sur ce territoire avant 1917. Après cette date, durant la Première Guerre mondiale, les forces armées britanniques défont les forces ottomanes, et occupent la région. Deux monnaies y circulent ensuite, la livre égyptienne et, à moindre niveau, la livre sterling. En 1926, le Secrétaire d'État aux Colonies britannique fonde le Palestine Currency Board, ouvrant à la création d'une monnaie officielle. La livre de Palestine (Palestine pound) est lancée l'année suivante, le 1er novembre, divisée en 1 000 millimes (mils). Elle est alignée sur la livre sterling, au même poids équivalent en or. 
Pièces et billets sont alors fabriqués, comprenant des légendes en langues anglaise, arabe et hébreu.

## Émissions monétaires

### Pièces de monnaie

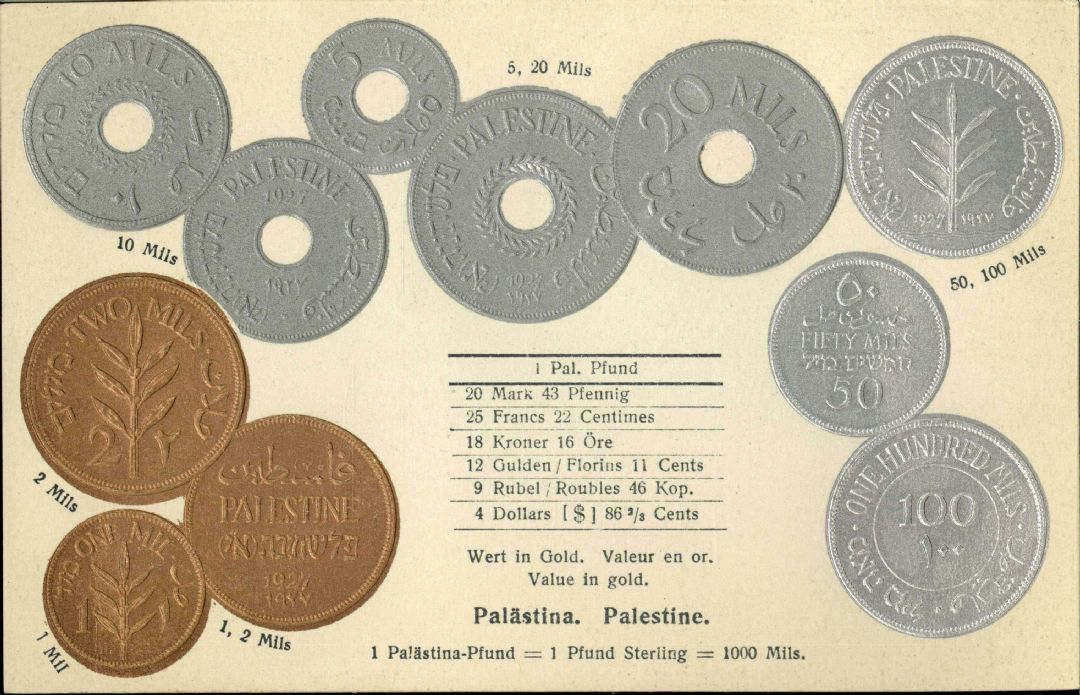
Pièces émises en bronze, cupronickel et argent à partir de 1927.

Sont frappées à partir de 1927 des pièces de 1, 2 (bronze), 5, 10, 20 (cupronickel), 50 et 100 (argent) millimes. Les dernières émissions datent de 1946 (celles de 1947 n'ont pas circulé). Les pièces de 50 et 100 sont en argent 720 millièmes. Le symbole utilisé est la branche d'olivier.
À partir de 1947, Israël fabrique ses propres pièces en livre de Palestine, divisées d'abord en mil, puis en pruta (pluriel : prutot) de 1, 5, 10, 25, 50, 100, et 250 prutot.

### Billets de banque

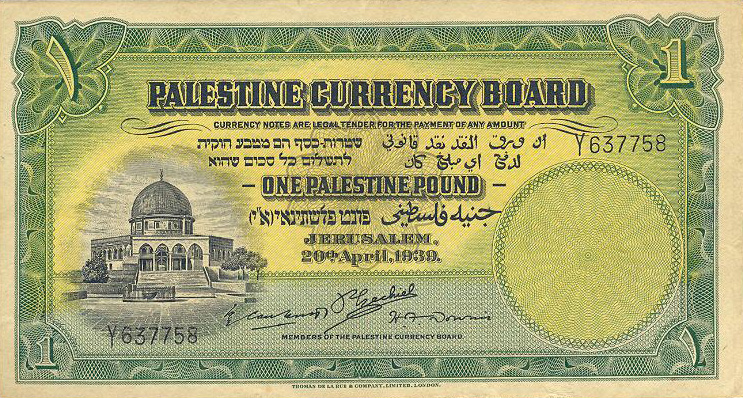
Billet d'une livre (1939, recto), avec une vue du Dôme du Rocher.

Sont fabriqués par De La Rue des billets de 500 millimes, 1, 5, 10, 50 et 100 livres. Une partie des billets reprend comme motif principal la Tour de David. Les derniers billet du Palestine Currency Board portent le millésime de 1945. 
C'est ensuite l'Anglo-Palestine Bank qui se charge en 1948 d'imprimer des billets pour Israël seulement, avec des coupures de 1, 5, 10 et 50 livres de Palestine.